# Brinon-sur-Beuvron
Brinon-sur-Beuvron är en kommun i departementet Nièvre i regionen Bourgogne-Franche-Comté i de centrala delarna av Frankrike. Kommunen ligger i kantonen Brinon-sur-Beuvron som tillhör arrondissementet Clamecy. År 2022 hade Brinon-sur-Beuvron 166 invånare.

## Befolkningsutveckling
Antalet invånare i kommunen Brinon-sur-Beuvron
| Referens: INSEE |